# Kebon Agung (Ploso)
Kebon Agung is een bestuurslaag in het regentschap Jombang van de provincie Oost-Java, Indonesië. Kebon Agung telt 1763 inwoners (volkstelling 2010).